# Prawa technologii Kranzberga
6 praw technologii Melvina Kranzberga:
1. Technologia nie jest zła ani dobra, nie jest też neutralna.
2. Wynalazek jest matką potrzeby.
3. Technologia przychodzi w pakietach, dużych i małych.
4. Chociaż technologia może być głównym elementem w wielu społecznych kwestiach, czynniki nietechnologiczne mają pierwszeństwo w decyzjach dotyczących polityki technologicznej.
5. Cała historia jest ważna, ale historia technologii jest najważniejsza.
6. Technologia to bardzo ludzka aktywność – i taka też jest historia technologii.